# أوكرانيا خلال الحرب العالمية الأولى

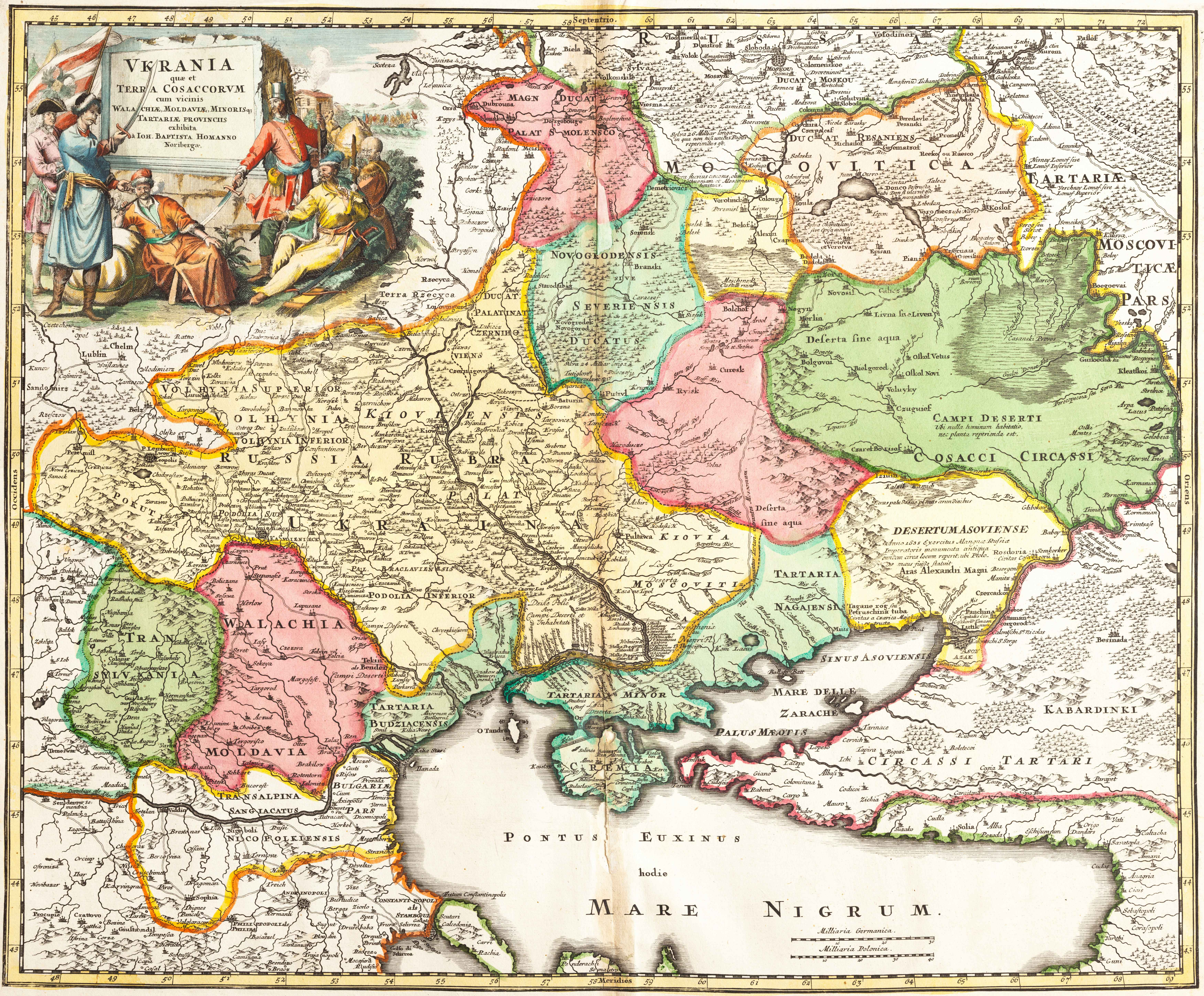
خرائط من عام 1720 لأوكرانيا ولشبه جزيرة القرم باللغة اللاتينية

عند اندلاع الحرب العالمية الأولى، كانت أوكرانيا، مثل أيرلندا والهند ولاية قديمة مستعمَرة، ولم تكن كيانًا سياسيًا أو دولة مستقلة. كانت المنطقة التي تشكل الدولة الحديثة لأوكرانيا جزءًا من الإمبراطورية الروسية مع منطقة جنوبية غربية بارزة تديرها الإمبراطورية النمساوية المجرية، ويعود تاريخ الحدود بينهما إلى مؤتمر فيينا في عام 1815.

## دور أوكرانيا في بداية الحرب
حاولت كل من الإمبراطورية الروسية والإمبراطورية النمساوية المجرية في أواخر القرن التاسع عشر ممارسة نفوذهما على المناطق المجاورة لحدودها بهدف زيادة الوعي القومي في تلك الفترة التي لم تكن قد قوّضت فيها الحدود من التكوين العرقي لأوروبا بعد. نظرت الإمبراطورية الروسية إلى الأوكرانيين على أنهم روس صغار (روسوفيليون) وكانوا يحظون بدعم المجتمع الروسي الكبير بين الأوكرانيين والروثينيين في غاليسيا. على العكس من ذلك، أيدت النمسا صعود القومية الأوكرانية في أواخر القرن التاسع عشر.
اعتبرت حرب البلقان بين النمسا والمجر وصربيا أمرًا لا مفر منه، إذ تضاءل نفوذ النمسا والمجر ونمت حركات القومية السلافية. تزامن صعود القومية العرقية مع نمو صربيا، إذ كانت المشاعر المعادية للنمسا أكثر حماسة. في عام 1878 احتلت النمسا والمجر المقاطعة العثمانية السابقة للبوسنة والهرسك، والتي كانت تضم عددًا كبيرًا من السكان الصرب. ضمتها النمسا-المجر رسميًا في عام 1908. وتزامن تزايد المشاعر القومية أيضًا مع تراجع الإمبراطورية العثمانية. دعمت روسيا حركة القومية السلافية، بدافع من الولاءات العرقية والدينية والتنافس مع النمسا الذي يعود تاريخه إلى حرب القرم. حفّزت الأحداث الأخيرة مثل المعاهدة الروسية النمساوية الفاشلة والحلم الذي دام قرن من الزمان بميناء في الماء الدافئ سانت بطرسبرغ لفعل ذلك.
لعب الدين أيضًا دورًا رئيسيًا في المواجهة. عندما قسمت روسيا والنمسا بولندا في نهاية القرن الثامن عشر، حصلوا على نسبة كبيرة ممن يتبعون الكنيسة الأوكرانية الكاثوليكية. بذلت روسيا جهودًا كبيرة لإعادة السكان إلى الأرثوذكسية، بالقوة أحيانًا (مثلما حدث في تشيلم).
حدث العامل الأخير بحلول عام 1914، إذ نضجت القومية الأوكرانية إلى درجة يمكن أن تؤثر بشكل كبير على مستقبل المنطقة. نتيجة لهذه القومية وللمصادر الرئيسية الأخرى للمواجهات الروسية النمساوية، بما في ذلك الأراضي البولندية والرومانية، فقدت الإمبراطوريتان في نهاية المطاف هذه الأراضي المتنازع عليها عندما شكلت هذه الأراضي دولًا جديدة ومستقلة وفقًا لإيفان رودنيتسكي.

## البداية
بدأ التقدم الروسي في غاليسيا في أغسطس 1914. وأثناء الهجوم، نجح الجيش الروسي في دفع النمساويين إلى سلسلة جبال الكاربات، واستولوا فعليًا على جميع الأراضي المنخفضة، وحققوا تطلعاتهم الطويلة بضم المنطقة.
انقسم الأوكرانيون إلى جيشين منفصلَين ومتعارضَين. حارب 3.5 مليون شخص مع الجيش الإمبراطوري الروسي، بينما قاتل 250 ألف شخص مع الجيش النمساوي المجري. وهكذا انتهى الأمر بالعديد من الأوكرانيين إلى القتال فيما بينهم. وعانى العديد من المدنيين الأوكرانيين من إطلاق الجيوش النار عليهم وقتلهم بعد اتهامهم بالتعاون مع الجيوش المعارضة (انظر الاعتقال النمساوي الأوكراني).

## أوكرانيا بعد الثورة الروسية عام 1917
خلال الحرب العالمية الأولى كان الشعب الأوكراني الغربي يقع بين النمسا والمجر وروسيا. دمرت القرى الأوكرانية بانتظام في مرمى النيران. في غاليسيا، أُلقي القبض على أكثر من عشرين ألف أوكراني ممن اشتبه في تعاطفهم مع المصالح الروسية ووُضعوا في معسكرات الاعتقال النمساوية، في كل من تالرهوف وستيريا وقلعة تيريزين (الموجودة الآن في جمهورية التشيك).
لم تنته الوحشية مع نهاية الحرب العالمية الأولى للأوكرانيين. تصاعد القتال في الواقع مع بداية الثورة الروسية عام 1917. بدأت الثورة حربًا أهلية داخل الإمبراطورية الروسية وحدث الكثير من القتال في المقاطعات الأوكرانية. حدثت العديد من الفظائع خلال الحرب الأهلية، إذ سارت الجيوش الحمراء والبيضاء والبولندية والأوكرانية والجيوش المتحالفة في جميع أنحاء البلاد.
بدأ الأوكرانيون بمحاولتَين خلال هذه الفترة بهدف إنشاء دولتهم الخاصة. كان أحدهما مع العاصمة في كييف والآخر في لفيف، لكن لم يحصل أي منهما على دعم كافٍ في المجتمع الدولي وفشل كلاهما.
ضمنت معاهدة فرساي لعام 1919 حدود الأراضي الأوكرانية بعد تلك الخاصة بالدول الأوروبية الأخرى. في الغرب، تركت غاليسيا وغرب فولهينيا لبولندا. حصلت مملكة رومانيا على مقاطعة بوكوفينا. حافظت تشيكوسلوفاكيا على الأراضي السابقة للنمسا-المجر وأوزهورود وموكاتشيفو. تُركت المقاطعات الأوكرانية الوسطى والشرقية المتبقية للاتحاد السوفيتي. نتيجة للحرب العالمية الأولى والحرب الأهلية الروسية، انهارت محاولة القوميين الأوكرانيين للوصول إلى دولة مستقلة لصالح التوسع الإقليمي للدول الأخرى عندما فقد 1.5 مليون شخص حياتهم في القتال الأخير.
مع نهاية الحرب العالمية الأولى، توارت الحركة الوطنية الأوكرانية عن الأنظار.